# Nuestra Belleza El Salvador 2012
Nuestra Belleza El Salvador 2012 tuvo lugar el 27 de abril de 2012 en el Hotel Decameron Real en  Salinitas, Sonsonate. Nuestra Belleza Universo 2011, Ochoa Alejandra y Nuestra Belleza Mundo 2011, coronó a sus sucesores la perspectiva al final del evento. Los ganadores representarán a compañeros de El Salvador en Miss Universo 2012, Miss Mundo 2012 y  Miss Continente Americano 2012. Asimismo, el ganador absoluto, "Nuestra Belleza Universo 2012" se llevará a casa incluso más premios que en años anteriores, incluyendo un auto nuevo Honda.
Por primera vez, los cástines preliminares nacionales se llevó a cabo en vivo en Internet en la página web oficial. Los finalistas fueron seleccionados entre 164 candidatos que se presentaron al casting de tres días realizado en el foro 4 de TCS a finales de enero o principios de febrero juzgado por el español Raúl Domínguez, productor ejecutivo del evento, Diana Rivera, jefa de imagen de  TCS y  a cargo de la franquicia de miss Universo y miss Mundo, y Tony Melara, instructor de modelo de pasarela. Tanto la opinión del jurado y los votos emitidos públicos en línea también se tuvieron en cuenta para la selección de los 18 finalistas.

## Resultados
| Resultado Final                   | Concursante |
| --------------------------------- | --- |
| Nuestra Belleza El Salvador 2012  | Cabañas - Ana Yancy Clavel |
| Nuestra Belleza Mundo El Salvador | La Unión - Marîa Luisa Vicuña |
| Primera Finalista                 | El Salvador CAN - Irene Carballo |
| Segunda Finalista                 | San Salvador - Tania Arteaga |
| Tercera Finalista                 | Santa Ana - Michelle Caranzo |
| Semifinalistas                    | Archivo:Bandera de San Salvador (2015-2018).svg Ciudad Capital - Stacy Hércules · El Salvador USA - Jeimmy Gálvez · Morazán - Magali Cea · San Miguel - Andrea Quintanilla · Usulután - Évelyn Franco · |

## Candidatas
| Representa                                                     | Candidata          | Edad | Altura          |
| -------------------------------------------------------------- | ------------------ | ---- | --------------- |
| Ahuachapán                                                     | Eva Magana         | 18   | 1,72 m (5′ 8″)  |
| Cabañas                                                        | Ana Yancy Clavel   | 19   | 1,73 m (5′ 8″)  |
| Chalatenango                                                   | Lucia Flores       | 18   | 1,70 m (5′ 7″)  |
| Archivo:Bandera de San Salvador (2015-2018).svg Ciudad Capital | Stacy Hércules     | 22   | 1,70 m (5′ 7″)  |
| Cuscatlán                                                      | Nancy Ramírez      | 20   | 1,65 m (5′ 5″)  |
| El Salvador CAN                                                | Irene Carballo     | 20   | 1,69 m (5′ 7″)  |
| El Salvador ESP                                                | María Victoria Pou | 25   | 1,77 m (5′ 10″) |
| El Salvador USA                                                | Jeimmy Gálvez      | 21   | 1,68 m (5′ 6″)  |
| La Libertad                                                    | Sandy Vaquerano    | 22   | 1,70 m (5′ 7″)  |
| La Paz                                                         | Alejandra Ortiz    | 19   | 1,76 m (5′ 9″)  |
| La Unión                                                       | María Luisa Vicuña | 18   | 1,75 m (5′ 9″)  |
| Morazán                                                        | Magali Cea         | 20   | 1,69 m (5′ 7″)  |
| San Miguel                                                     | Andrea Quintanilla | 18   | 1,71 m (5′ 7″)  |
| San Salvador                                                   | Tania Arteaga      | 18   | 1,65 m (5′ 5″)  |
| San Vicente                                                    | Lidia Aguilar      | 21   | 1,68 m (5′ 6″)  |
| Santa Ana                                                      | Michelle Caranzo   | 23   | 1,67 m (5′ 6″)  |
| Sonsonate                                                      | Karen Escalante    | 19   | 1,70 m (5′ 7″)  |
| Usulután                                                       | Évelyn Franco      | 19   | 1,67 m (5′ 6″)  |